# 149 (число)
149 (сто сорок девять) — натуральное число между 148 и 150.
- 149 день в году — 29 мая (в високосный год — 28 мая)

## В математике
- 35-е простое число[1].
- 149 — является нечётным трёхзначным числом.
- Сумма цифр этого числа — 14
- Произведение цифр этого числа — 36
- Квадрат числа 149 — 22 201
- 149 — простое число, первое простое число, отличие которого от предыдущего простого числа составляет ровно 10[2],
- эмирп (число, записаное в обратном порядке в десятичной системе — тоже простое) и нерегулярное простое число.[3]
- После 1 и 127 это третье по величине число Полиньяка — нечетное число, которое нельзя представить в виде простого числа плюс степень двойкипоследовательность A006285 в OEIS. В более строгом смысле, после 1, это второе наименьшее число, не являющееся суммой двух простых степенейпоследовательность A071331 в OEIS.
- Это число трибоначчи, представляющее собой сумму трех предыдущих членов: 24, 44, 81[4].
- В замкнутом диске радиуса 7 последовательность A000328 в OEIS ровно 149 целочисленных точек и ровно 149 способов разместить шесть ферзей (максимально возможное) на шахматной доске 5 × 5 так, чтобы каждый ферзь атаковал ровно друг другапоследовательность A051567 в OEIS.
- Барицентрическое деление тетраэдра образует абстрактный симплициальный комплекс, содержащий ровно 149 симплексовпоследовательность A002050 в OEIS.

## В других областях
- 149 год.
- 149 год до н. э.
- NGC 149 — линзообразная галактика (S0) в созвездии Андромеда.
- (149) Медуза — астероид главного пояса.
- 149 место в мире по численности населения занимает Гвинея-Бисау.
- 149 место в мире по площади территории занимает Сальвадор.
- 149-й Гвардейский мотострелковый полк.
- Alfa Romeo Giulietta — первоначальным названием авто было «Alfa Romeo 149».
- en:AgustaWestland CH-149 Cormorant — вертолёт.
- 149 было упомянуто на обороте холста одной из самых популярных картин "Мона Лиза" художника Леонардо да Винчи.